# Republic: The Revolution
Republic: The Revolution is een spel voor de PC. Het is in 2003 gemaakt door Elixir Studios.
Het spel speelt zich af in Novistrana, een fictief ex-Sovjet-Unie land. Dit land wordt geregeerd door een wrede dictator, die enkel aan zichzelf denkt. Jij speelt een man die een politieke partij opricht en uiteindelijk de president ten val moet brengen.